# Одинська Ольга Дмитрівна
О́льга Дми́трівна Оди́нська (псевдо «Ксеня», «Оксана»; 1923, с. Стецівка, тепер Снятинська міська громада, Івано-Франківська область — † 27 січня 1947, Івано-Франківська область) — діячка ОУН та УПА, лицарка Бронзового хреста заслуги УПА.

## Життєпис
Членкиня ОУН. Референтка УЧХ Косівського повітового (1944), а відтак Коломийського повітового/надрайонного (1944–45) проводів ОУН, субреферентка пропаганди Коломийського надрайонного проводу ОУН (1945–01.1947). Загинула в сутичці з чекістсько-військовою групою. 

## Нагороди
Відзначена Бронзовим хрестом заслуги (2.09.1948).